# ロマンへの旅立ち
『ロマンへの旅立ち』（ロマンへのたびだち）は、麻丘めぐみ通算6枚目のスタジオ・アルバム。発売日は1975年4月25日。発売元はビクター音楽産業（現：ビクターエンタテインメント）。規格品番：SJX-211。2003年3月15日に初CD化された。

## 解説
前作『白い部屋』（1974/4/25）より1年ぶりとなる、オリジナル・アルバム。1974年3月に開催した「日劇ワンマンショー」での怪我による芸能活動休止などもあり、1970年代の音楽活動中ではもっともインターバルが長くなった。
復帰後第2弾シングル「雪の中の二人」と先行シングル「水色のページ」、およびそれぞれのB面曲「恋にゆれて」「風邪をひいた彼」が収録された。他8曲は全て書き下ろしの新曲で構成されている。
歌詞カードには、本人が語っているように書かれたコメントが掲載された。
歌手デビュー30年を迎えた2003年に初CD化され、芸能生活50周年を迎えた2009年、リマスタリングで高音質化された紙ジャケット仕様で再度復刻された。タイトルは『ロマンへの旅立ち +8』で、未収録のシングルA面／B面曲やカラオケ音源がボーナス・トラックで8曲追加収録された。12曲目「海を見ていたら」と13曲目「悲しみのシーズン」の合間には、10秒程度のブランク・タイムが挿入されている。

## 収録曲

### LP盤
Side A
1. 水色のページ
作詞：山上路夫／作曲：浜圭介／編曲：馬飼野俊一
2. 霧雨の街
作詞：岡田冨美子／作曲：井上忠夫／編曲：萩田光雄
3. 風邪をひいた彼
作詞：山上路夫／作曲：浜圭介／編曲：馬飼野俊一
4. 夜のおしゃべり
作詞：千家和也／作曲・編曲：馬飼野康二
5. 外人墓地
作詞：喜多條忠／作曲：井上忠夫／編曲：萩田光雄
6. 一泊旅行
作詞：岡田冨美子／作曲：井上忠夫／編曲：萩田光雄

Side B
1. 雪の中の二人
作詞：千家和也／作曲・編曲：馬飼野康二
2. 右さがりのさよなら
作詞：岡田冨美子／作曲：井上忠夫／編曲：萩田光雄
3. 恋にゆれて
作詞：橋本淳／作曲・編曲：馬飼野康二
4. 遅くなってもいいの
作詞：山上路夫／作曲：浜圭介／編曲：馬飼野俊一
5. めがねを外した顔が好き
作詞：喜多條忠／作曲：井上忠夫／編曲：萩田光雄
6. 海を見ていたら
作詞：喜多條忠／作曲：井上忠夫／編曲：萩田光雄

### CD盤（2003年）
1. 水色のページ
2. 霧雨の街
3. 風邪をひいた彼
4. 夜のおしゃべり
5. 外人墓地
6. 一泊旅行
7. 雪の中の二人
8. 右さがりのさよなら
9. 恋にゆれて
10. 遅くなってもいいの
11. めがねを外した顔が好き
12. 海を見ていたら

### CD盤（2009年）
1. 水色のページ（3:11）
2. 霧雨の街（2:46）
3. 風邪をひいた彼（3:10）
4. 夜のおしゃべり（2:53）
5. 外人墓地（2:53）
6. 一泊旅行（2:40）
7. 雪の中の二人（3:55）
8. 右さがりのさよなら（3:14）
9. 恋にゆれて（3:11）
10. 遅くなってもいいの（2:52）
11. めがねを外した顔が好き（3:04）
12. 海を見ていたら（4:17）
13. 悲しみのシーズン -ボーナス・トラック-（3:19）
  - 作詞: 千家和也、作曲: 筒美京平、編曲: あかのたちお
14. ひまわりの花 -ボーナス・トラック-（3:14）
  - 作詞: 千家和也、作曲・編曲: 筒美京平
15. 悲しみのシーズン -オリジナル・カラオケ-（3:18）
16. ひまわりの花 -オリジナル・カラオケ-（3:11）
17. 雪の中の二人 -オリジナル・カラオケ-（3:52）
18. 恋にゆれて -オリジナル・カラオケ-（3:10）
19. 水色のページ -オリジナル・カラオケ-（3:09）
20. 風邪をひいた彼 -オリジナル・カラオケ-（3:05）

## 発売履歴
- 1975年04月25日 - LP、規格品番：SJX-211
- 2003年03月15日 - CD、規格品番：VSCD-3718
- 2009年03月25日 - CD（紙ジャケット仕様、リマスタリング、本人インタビュー付）、規格品番：VICL-63262